# Islamische Keramik

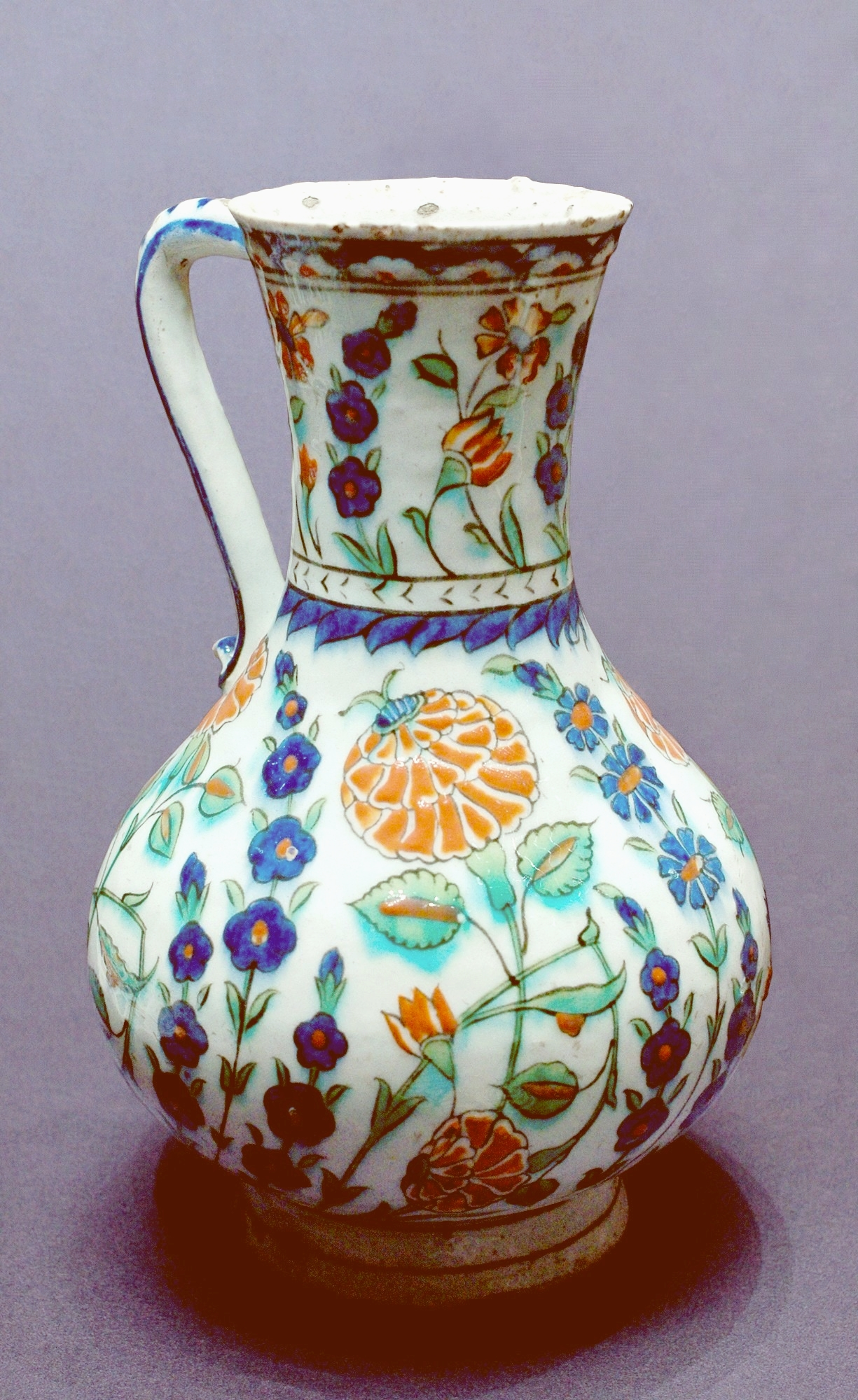
Keramikkrug aus İznik mit floralem Dekor, um 1560–1570, Louvre

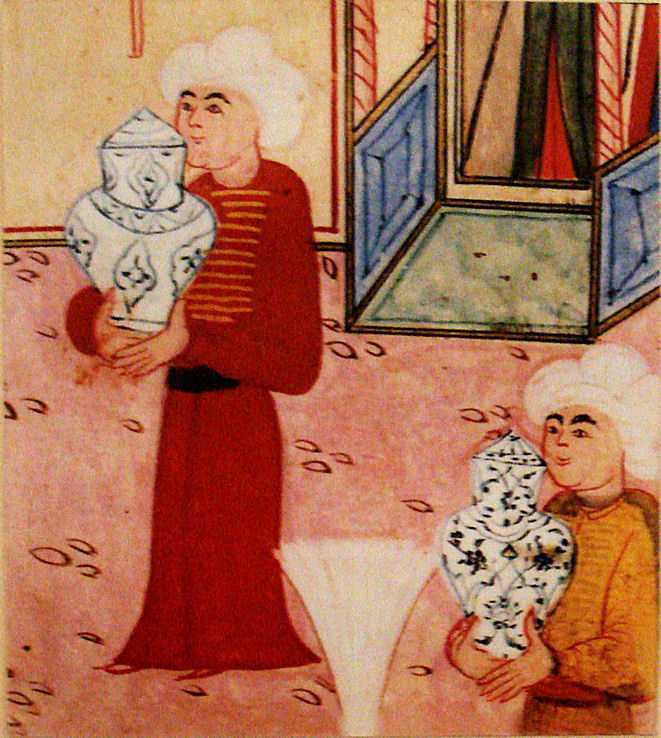
Obstverkäufer mit Keramikkrügen in einer osmanischen Miniatur, um 1582, Archäologisches Museum Istanbul

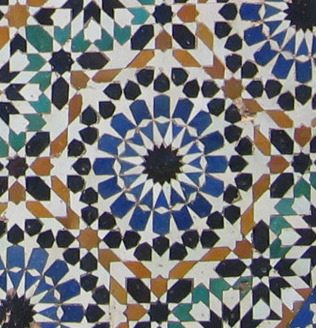
Zellij-Mosaikkacheln aus Terrakotta an einem Springbrunnen in Meknès, Marokko

Die Bezeichnung islamische Keramik ist ein Sammelbegriff für aus Ton gefertigte Gebrauchs- und Prunkwaren aus Gebieten mit überwiegend muslimischer Bevölkerung. Während die Verarbeitung und künstlerische Gestaltung von Keramik in Europa oft eher als minderes Gewerbe angesehen war, gilt sie in der islamischen Kunst als eines der bedeutendsten Kunsthandwerke. Stilistisch stark beeinflusst wurde sie durch chinesisches Porzellan, das seit dem 8. Jahrhundert importiert wurde.
Die Entwicklungsgeschichte dekorativer Verarbeitung von Keramik in der islamischen Kultur verlief häufig stilistisch parallel zu der von Glas- und Metallwaren. Ihre erste Blütezeit erreichte die keramische Kunst unter der Herrschaft der Abbasiden; später wurde das seldschukische Kāschān in Persien und im 15. Jahrhundert schließlich das osmanische İznik in Westanatolien zum bedeutendsten Zentrum der Produktion glasierter islamischer Keramik.

## Forschung zur Keramik in der islamischen Welt
Die islamische Keramik ist trotz der Komplexität der Thematik vergleichsweise gut erforscht, was vor allem durch die wissenschaftliche Untersuchung der verwendeten Materialien sowie Laboranalysen zur Rekonstruktion der Objekte ermöglicht wird. Zudem wurde der Herstellungsprozess selten auch in mittelalterlichen arabischen und persischen Schriften beschrieben, häufig in Form verstreuter Anekdoten abseits der eigentlichen Thematik der Texte. In einigen Fällen wird das Thema jedoch ausführlicher abgehandelt: Zu nennen sind hier vor allem das Kitab al-Dschamahir fi ma'rifat al-dschawahir, ein Buch über Mineralogie des choresmischen Universalgelehrten al-Bīrūnī aus dem Jahr 1035, in dem einige Rezepturen für Emaillen aufgeführt sind, sowie das Traktat eines persischen Töpfers namens Abū'l-Qāsim aus dem Jahr 1301 mit detaillierten Angaben über den Herstellungsprozess und die dabei zu verwendenden Materialien.
Da Keramik ein gemeinschaftliches Kunsthandwerk ist und die Objekte üblicherweise nicht signiert wurden, sind die Namen der Töpfer und Dekorateure nur in seltenen Fällen bekannt. Einige Werkstätten, die aufgrund der erstrangigen Qualität ihrer Arbeiten besonders großes Ansehen erwarben, sind jedoch namentlich überliefert. Aufgrund des überregionalen Handels mit keramischen Kunstwerken sind auch die Produktionsstätten oft unbekannt. Archäologische Grabungen, bei denen Backöfen, Werkzeug und Keramiken, die aufgrund von Mängeln verworfen und vor Ort entsorgt wurden, gefunden werden, können hier jedoch oftmals Aufschluss geben.

## Formen der islamischen Keramik
Der Sammelbegriff der islamischen Keramik umfasst Gebrauchs- und Kunstgegenstände aus sehr unterschiedlichen Epochen und Gebieten, die mitunter nur sehr bedingt vergleichbar sind, darunter die Irdenware aus der frühen Abbasidenzeit, die Lüsterware aus dem andalusischen Spanien und die Frittenware aus dem Iran der Groß-Seldschuken. Eine detailliertere Beschreibung von Herstellungs- und Gestaltungstechniken ist daher nur zeitlich und regional begrenzt möglich.
Islamische Keramiken lassen sich zudem grob in zwei wesentliche Formen unterteilen: Fliesen, die überwiegend als Wandbekleidung dienten, sowie Gefäße und figürliche Artefakte, die als Haushaltsware oder zur Dekoration verwendet wurden. Beide Handwerkszweige sind jedoch aufgrund ähnlicher Herstellungstechniken, der Motivik und auch der ausführenden Künstler eng miteinander verknüpft. Die sehr variable Qualität der Gefäße lässt darauf schließen, dass Keramik nicht allein am Hof geschätzt wurde, sondern als Gebrauchsgüter auch niedriger gestellten Personengruppen zugänglich waren. Feinere und hochwertige Handwerkstücke waren jedoch ohne jeden Zweifel geschätzte Luxusgüter und als solche ausschließlich der gesellschaftlichen Elite vorbehalten. 

## Geschichtliche Entwicklung

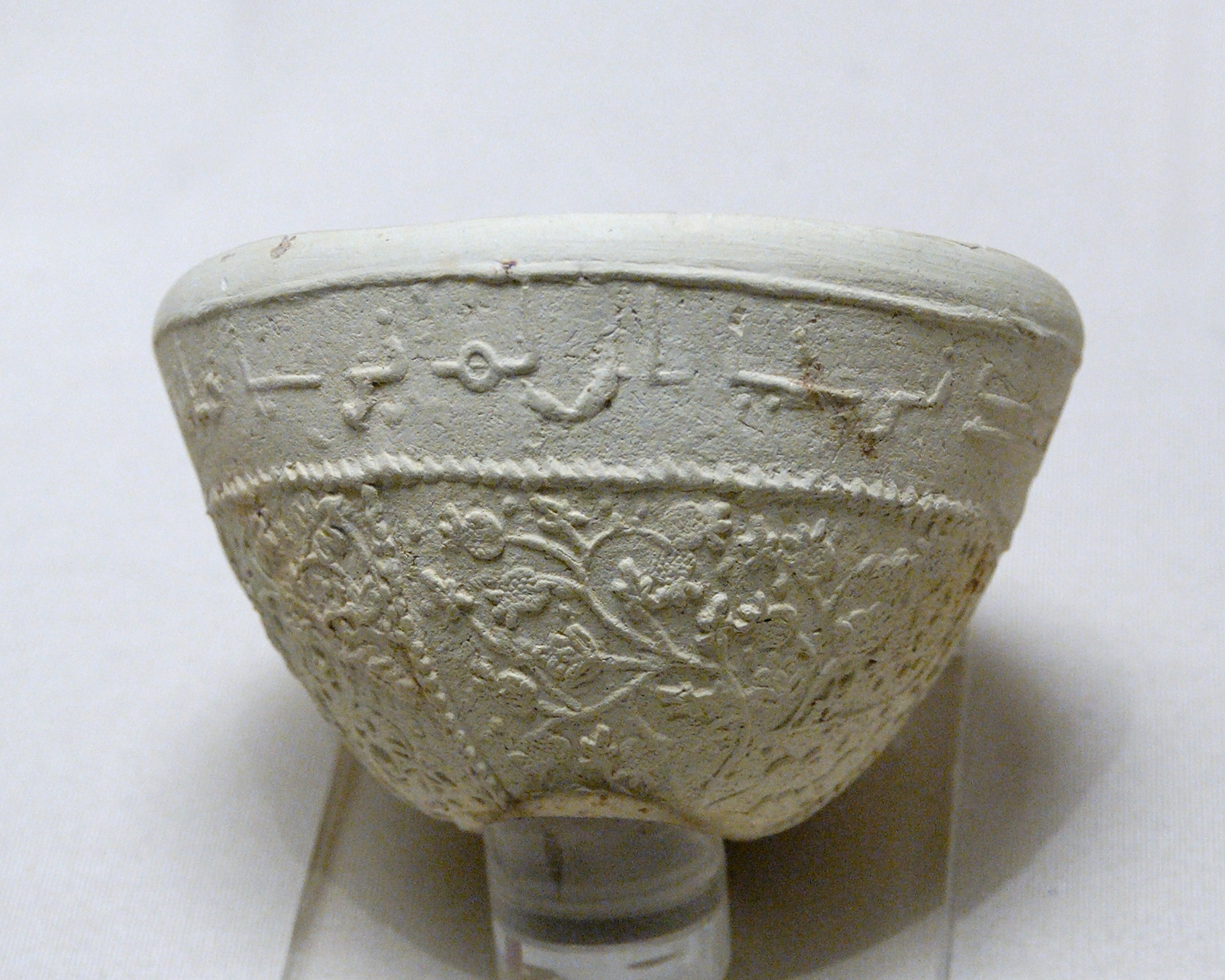
Umayyadische Terrakotta aus Susa, 7.–8. Jh., Louvre

### Umayyadenzeit (8. Jahrhundert)
Aus der umayyadischen Zeit sind lediglich einfache Töpferwaren erhalten, die in Technik, Dekor und Form noch ganz dem Vermächtnis vorausgegangener Kulturen entsprechen, also insbesondere dem der Parther, Sassaniden und Byzantiner. Dies stellt einige Probleme an die Datierung, etwa im Fall der Keramikfunde aus der antiken persischen Stadt Susa. Die unglasierten Fundstücke unterschiedlicher Qualität und Gebrauchszwecke sind aufgrund der kulturellen Kontinuität oft nicht eindeutig einer bestimmten Zeit zuzuordnen. Einige umayyadische Objekte wie etwa ein grün und gelb gefärbter Tonkrug aus Basra wurden bereits glasiert. Von einer distinkt islamischem Keramik mit eigenständiger Technik und originellem Stil lässt sich jedoch erst ab dem Beginn des 9. Jahrhunderts sprechen.

### Abbasidenzeit (9. und 10. Jahrhundert)

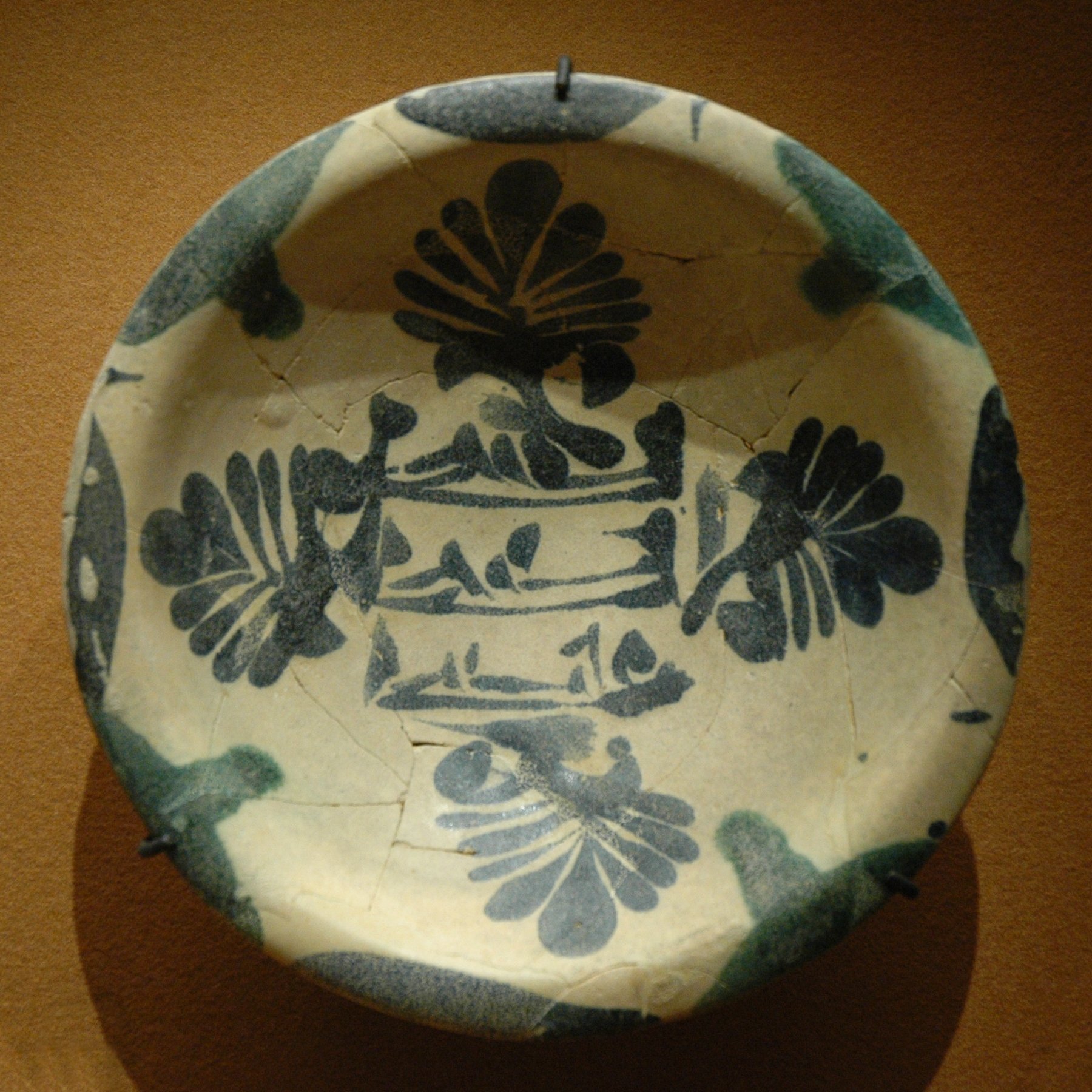
Fayence mit dreizeiliger Inschrift und Palmetten, 8. Jh., Louvre

Wenngleich unglasierte Keramik weiter in Gebrauch war und auch den quantitativ größten Teil an der Töpferware stellte, fanden doch die bedeutsamsten Entwicklungen in der keramischen Kunst seit der Abbasidenzeit im Bereich der Glasur statt. Durch die Beimischung von Quarz in die Tonmasse entstand Frittenware, die bei deutlich höheren Temperaturen und dadurch zu feineren, halbtransparenten Scherben gebrannt werden konnte. Die frühesten islamischen Alkaliglasuren basierten überwiegend auf Bleioxid, das vor allem bei der Herstellung offener Tafelware verwendet wurde.
Das 9. Jahrhundert war von zwei bedeutenden und dauerhaften Innovationen geprägt: der Fayence und der Lüsterung. Als ausschlaggebend für diese Entwicklungen gilt oft der zunehmende Import von chinesischer Keramik, insbesondere Porzellan, das den Töpfern als Vorbild diente; manche der islamischen Errungenschaften gehen dem Einfluss aus China jedoch voraus oder sind als unabhängig von ihm zu betrachten. Der Mangel an geeignetem Ton sowie an der technischen Möglichkeit, beim Brennvorgang entsprechend hohe Temperaturen zu erreichen, führte allerdings dazu, dass den Töpfern die technische Befähigung zur Herstellung echten Porzellans nach chinesischem Vorbild verwehrt blieb. 
Die Zentren abbasidischer Keramikproduktion lagen al-Yaʿqūbī zufolge in Kufa, Basra und Samarra. Auch Bagdad und Susa dürften zahlreiche berühmte Töpfer beherbergt haben.

#### Die ersten Fayencen
Fayencen wurden überwiegend zur Herstellung blau und weiß gefärbter Dekorationen gebraucht, wie sie gleichermaßen in China und, wesentlich später, auch in Europa beliebt und verbreitet waren; Beispiele für türkis-, grün-, braun- oder auberginefarbene Fayencen sind hingegen deutlich seltener. Statt Bleioxid wurden nun Zinnfritten verwendet, das die Glasur weiß und halbtransparent schimmern und leichter einfärben ließ. Die weiße Engobe wurde dann auf die porösen, rötlichen Scherben der Irdenware aufgetragen. Älteste Erzeugnisse dieser Technik, die aus dem 9. Jahrhundert stammen, fand man in den Palastruinen von Samarra; vermutlich stammten sie ursprünglich aus den Töpfereien von Basra.
Hauptsächlich verwendet wurden Fayencen für offenes Tafelgeschirr und für vegetabile, geometrische und kalligraphische Motive. Die für viele Keramiken typische Blaufärbung wurde durch die Verwendung von Kobaltpigmenten erreicht, einer Technik, die ursprünglich in Basra ausgebildet worden war und sich schnell auch in Syrien und Ägypten verbreitete. Die Fayencen aus dem abbasidischen Kernland wurden auch in Persien und im Maghreb kopiert, doch wurde hier bevorzugt mit grünlichen Farben gearbeitet. Nicht selten übertrafen die keramischen Kunstwerke aus den Provinzen dabei auch ihre Vorbilder aus Mesopotamien: Die unter samanidischer und tahiridischer Herrschaft in Afrasiab und Nischapur hergestellten Dekorationen etwa entstanden auf Basis sorgfältiger Planung mithilfe von Papierentwürfen, wodurch die kalligraphischen Inschriften auf den Töpferwaren sehr viel eleganter und stilsicherer ausgeführt werden konnten.

#### Lüsterung

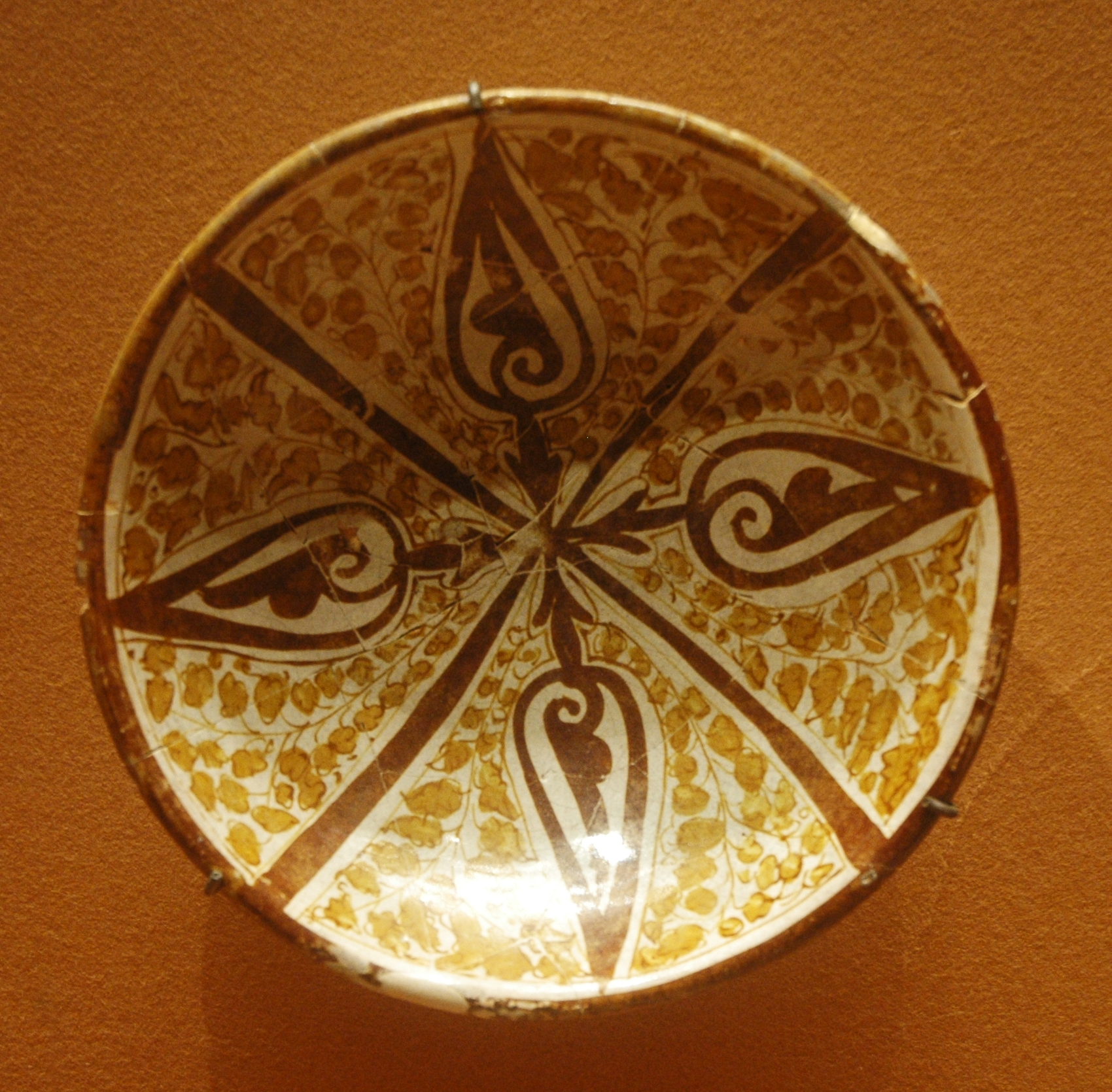
Palmettendekorierter Becher aus abbasidischer Lüsterkeramik, 9. Jh., Louvre

Während Fayencen zunächst nur in Form von Gefäßen auftraten, ist gelüsterte Keramik durch den Dekor des mihrāb der großen Moschee von Kairouan, der aus 139 Lüsterfliesen besteht, bereits für das neunte Jahrhundert auch in Form von Wandfliesen belegt. Schriftlichen Zeugnissen zufolge sollen die Fliesen ursprünglich um 862 von einem Meister aus Basra geliefert worden sein, jedoch zeigen sich in der Motivgestaltung auch deutliche ostislamische Einflüsse. Weitere frühe Beispiele für Lüsterkeramik wurden in Samarra gefunden. Ursprünglich entwickelt wurde die Technik wahrscheinlich von den Glasherstellern – das wohl älteste Objekt ist ein gelüsterter Glasbecher, das mit großer Wahrscheinlichkeit in das Jahr 773 datiert werden kann. Die Herstellung von Lüsterkeramik war ausgesprochen aufwändig und teuer: Die bereits fertig glasierte und gebrannte Töpferware wurde dazu mit einer Schicht aus Schwefel, Silber- und Kupferoxid sowie gesäuertem Ocker überzogen, die durch einen Reduktionsbrand auf der Keramik fixiert wurde und so einen metallisch schimmernden dünnen Film auf den Objekten hinterließ.
Die islamische Lüsterkeramik lässt sich in eine polychrome und in eine monochrome Phase unterteilen. Anfänglich bedienten sich die Töpfer einer reichen Palette an Farben, gegen Ende des neunten Jahrhunderts setzten sich jedoch wenige Farbtöne durch, in denen die Motive gestaltet wurden. Die polychrome Lüsterkeramik unterscheidet sich von der späteren monochromen nicht nur durch die variable und reiche Farbgebung, sondern auch im Stil und in der Ikonografie. Charakteristisch ist das Fehlen figürlicher Darstellungen, die sich nicht durch die Bildervermeidung in der islamischen Kunst erklären lässt, da sie in anderen Bereichen angewandter und dekorativer Kunst der Zeit durchaus verbreitet waren. Stattdessen wurde mit vegetabilischen und geometrischen Motiven gearbeitet, die die gesamte Oberfläche der Gefäße bedeckten. Als Dekor besonders verbreitet waren insbesondere auch symmetrisch stilisierte Blumensträuße. Mit der monochromen Lüsterkeramik, die den polychromen Stil rasch verdrängte, hielt eine figürliche Ikonographie wieder Einzug in die keramische Kunst, und einfarbig gehaltene Umrisse von Tieren und Menschen schmückten nun die Objekte.

### 11. bis 14. Jahrhundert

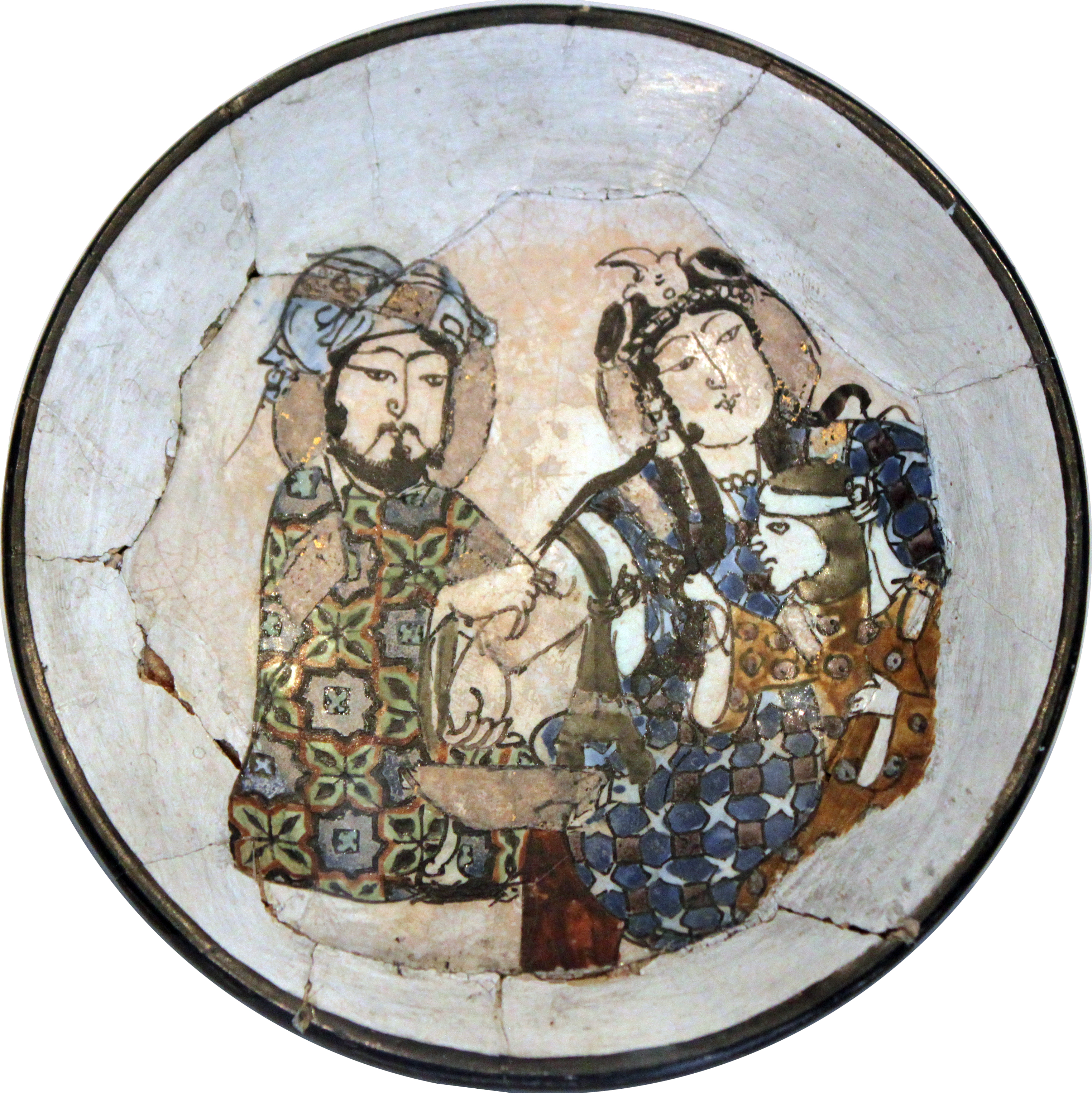
Seldschukische Minai-Keramik mit Aderlass-Szene, 13. Jh., Museum für Islamische Kunst (Berlin)

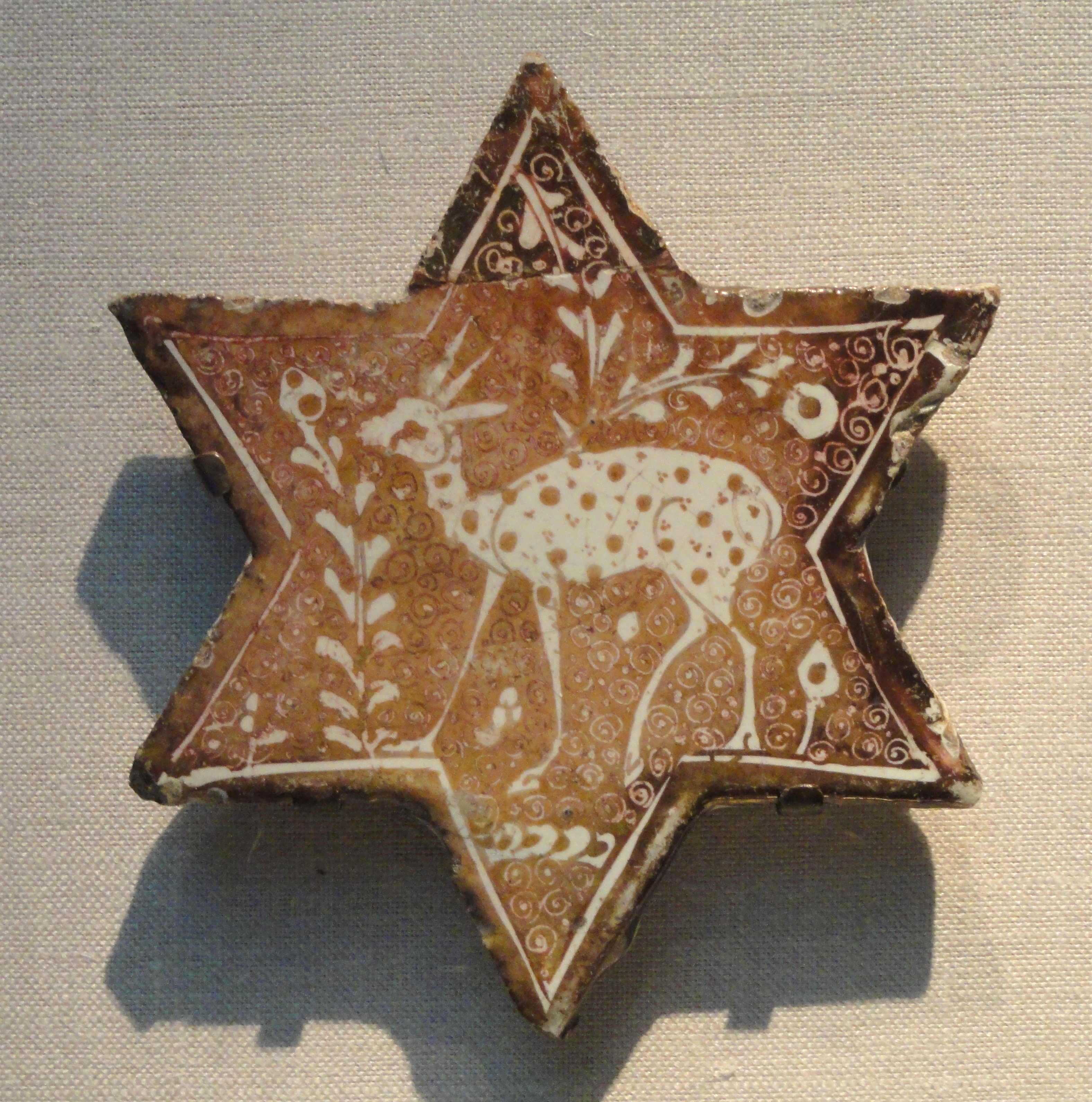
Sechszackige Sternfliese aus der Ilchanidenzeit mit typischem Hirschmotiv, 13. Jh., Freer Gallery of Art

Ab dem Ende des 10. Jahrhunderts begann sich das Zentrum der Keramikproduktion, insbesondere der Herstellung von Lüsterware, zunehmend in Richtung Westen zu verlagern, zunächst ins fatimidische Ägypten, später ins muslimische Spanien und von dort aus auch in andere Länder Europas. In Fustāt entwickelten die Töpfer zwischen dem zehnten und elften Jahrhundert einen neuen Keramiktyp, an Jasperware erinnerndes Steinzeug, das vermutlich auf chinesische Einflüsse zurückgeht, insbesondere auf die Dreifarben-Keramik (Sancai) der Tang-Dynastie. Über die Keramikherstellung in Spanien berichtete Ibn Battūta um 1350, dass in Málaga „wundervolle vergoldete Töpferware“ hergestellt werde, die in fernste Länder exportiert würde und schließlich die italienische Majolika inspirieren sollte. In Syrien wurde Raqqa zum bedeutendsten Zentrum der Lüsterwarenproduktion. 

#### Keramik unter den Seldschuken
In Persien und Kleinasien begann mit der Machtübernahme der Seldschuken eine neue Blüte der Keramikproduktion, die jedoch aufgrund der regen Bautätigkeit der Mäzene die Herstellung von Fliesen in den Vordergrund stellte; Geschirr und figürliche Keramik spielten nur eine nebensächliche Rolle. Auch hier wurden zahlreiche neue Techniken zur Herstellung und Glasur der Waren entwickelt. Nach ihrem Fundort in Āmol benannt ist die Amol- oder Garrus-Ware, hergestellt im Sgraffito- oder Grubenschmelz-Verfahren (Champlevé). Das Dekor dieser auch im Norden Afghanistan produzierten Waren wurde dabei teilweise abgekratzt, so dass der dunkelrote Scherben darunter sichtbar wird und ein Muster entsteht.
Aufbauend auf diesen Herstellungsverfahren entwickelte sich die im zwölften und dreizehnten Jahrhundert übliche Minai-Technik (persisch ‚Email‘, oder ‚Schmelzfarbe‘), auch Haftrang (‚sieben Farben‘) genannt. Dabei wurde zunächst die Farbe auf den Ton aufgebracht, dann alkalisch glasiert und fixiert und schließlich bei sehr hoher Temperatur von teilweise über 1000 °C wiederholt gebrannt. Das Verfahren ermöglichte eine verbesserte Abgrenzung der Farben und diente zur Herstellung sehr detaillierter und farbenfroher, miniaturartiger Darstellungen etwa von Karawanen und Höflingen oder von literarischen Szenen, insbesondere aus dem Schāhnāme und den Werken von Nezāmi. Besonderes raffinierte Stücke kombinierten das Minai-Verfahren mit der Lüsterung.
Zentren der persischen Keramikherstellung waren zu dieser Zeit die Städte Kāschān und Rey, vermutlich auch Golestan und Saveh. Ein vorzeitiges Ende fand die Herstellung von Minai-Waren durch die mongolischen Verwüstungen ab 1221. Die in der Herstellung der Minai-Keramik noch sehr ähnlichen späteren Lajvardina-Waren (persisch ‚Lapislazuli‘) sind abstrakter und farblich deutlich maßvoller gestaltet.

### Spätzeit
Unter den Ilchanen gewann vor allem die unglasierte, jedoch doppelt begossene Sultanabad-Ware an Bedeutung, die sich gestalterisch an der chinesischen Seladon-Ware orientierte, allerdings noch hinter ihrem Vorbild zurückblieb; erst deutlich später entwickelte sich im 18. Jahrhundert mit der Gombroon-Ware ein vergleichbares Erzeugnis. Ein häufiges Motiv der Sultanabad-Ware sind gepunktete Säugetiere und Vögel auf Blattgrund. Keramische Mosaiken entwickelten sich zunächst unter den Rum-Seldschuken und später unter den Timuriden deutlich weiter.
Durch die mongolische Invasion nahm jedoch auch der chinesische Einfluss auf die islamische Keramik wieder deutlich zu; seit dem fünfzehnten Jahrhundert wurde dann vor allem auch das Blau-Weiß-Porzellan der Ming-Dynastie, das seinerseits auf die Erkenntnisse der abbasidischen Töpfer zur Blaufärbung mit Kobalt zurückging, in großen Mengen importiert. Während die Einfuhr dieses Porzellans im persischen Safawiden-Reich die einheimische Keramikproduktion nahezu zum Erliegen brachte, wirkte es im osmanischen Reich ganz erheblich auf die gestalterische Entwicklung der İznik-Keramik ein.

#### İznik-Keramik

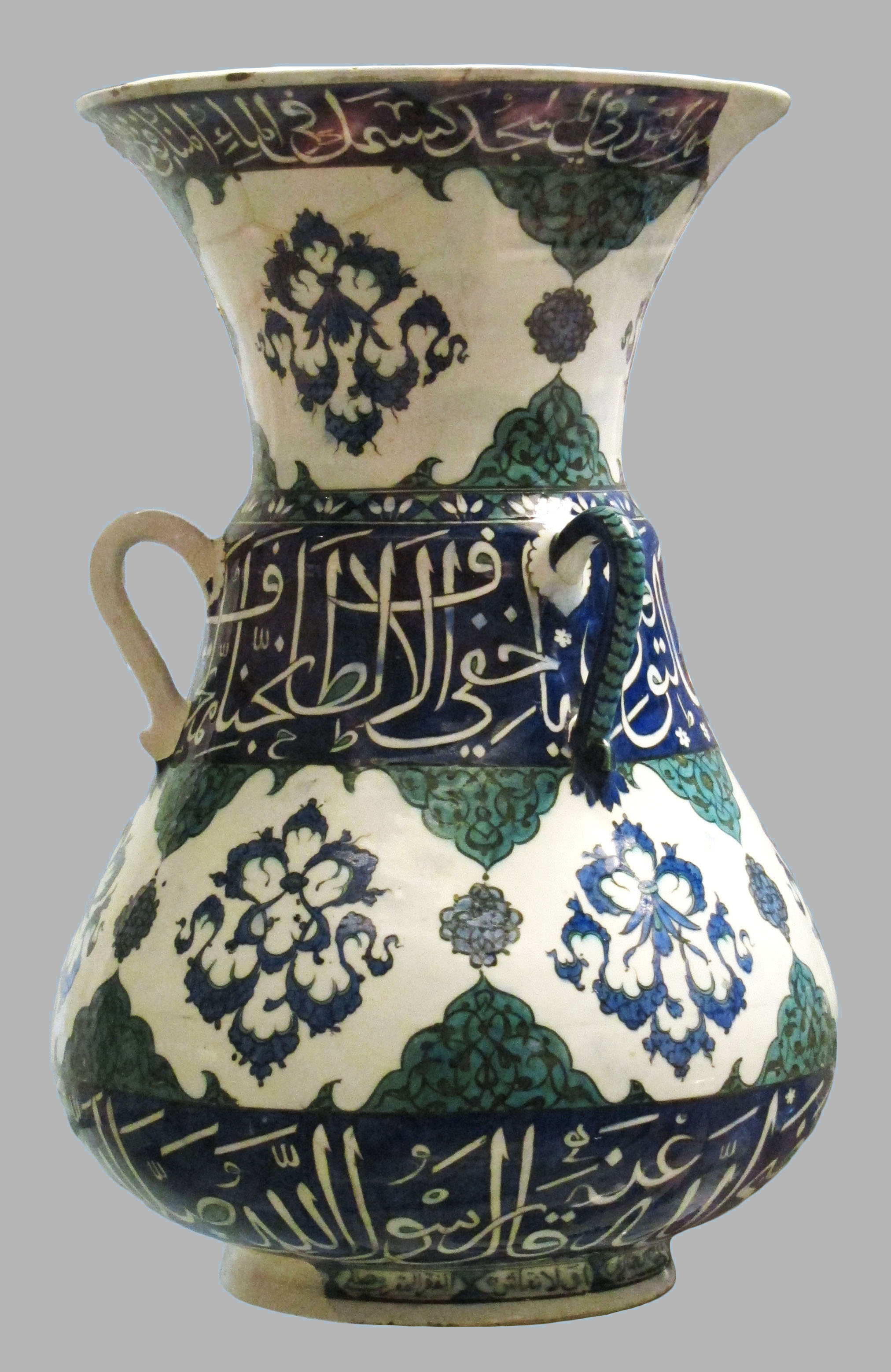
Moscheeampel aus İznik für den Felsendom in Jerusalem, angefertigt von einem Künstler namens Musli, 1549, British Museum

Die ersten bekannten Erzeugnisse der Keramikherstellung in İznik stammen aus dem Ende des 15. Jahrhunderts und zeigen schlichte blaue Unterglasurmalereien auf weißem Grund. In den gut zweihundert Jahren, in der die Blüte der keramischen Kunst dort anhielt, kamen jedoch nach und nach zahlreiche weitere Farben zur Palette hinzu: Charakteristisch ist vor allem auch das kräftige Rot der sogenannten Rhodos-Ware. Der Stil, der sich zu Beginn stark an timuridischen Keramiken orientierte, wurde bald deutlich naturalistischer. Vor allem für die ambitionierten Bauprojekte Süleymans des Prächtigen, unter anderem auch für die um die Mitte des 16. Jahrhunderts ausgeführten umfangreichen Restaurierungsarbeiten auf dem Tempelberg in Jerusalem, wurden große Mengen an Fliesen und Kacheln benötigt, die überwiegend in Iznik produziert wurden. Anfang des 18. Jahrhunderts setzte der Niedergang der osmanischen Qualitätskeramik ein, der unter anderem wohl dem Wandel im Kunstgeschmack und damit dem Verlust der Patronage durch das Herrschaftshaus geschuldet war: Statt keramischer Wandverkleidungen kamen nun zunehmend schmückende Holzvertäfelungen ähnlich denen des Aleppo-Zimmers in Mode.

### Sammlungen islamischer Keramik in Europa
Die französische Expedition nach Ägypten, die britische Kolonialherrschaft in Indien sowie die zunehmende Aufbereitung der maurischen Geschichte Spaniens und die romantische Wiederentdeckung der Alhambra als künstlerischer und literarischer Inspirationsquelle rückten die islamische Keramik im 19. Jahrhundert verstärkt ins europäische Blickfeld. Insbesondere die qualitativ hochwertige İznik-Keramik wurde so zu einem begehrten Sammlerobjekt. 
Vor allem der Franzose Auguste Salzmann und die Briten Frederick DuCane Godman und George Salting erwarben zahllose keramische Objekte, die später in öffentlichen Museen ausgestellt wurden, wie dem Musée national de la Renaissance im Schloss Écouen sowie dem British Museum und dem Victoria and Albert Museum in London. In Deutschland ist neben der Sammlung des Museums für Islamische Kunst in Berlin vor allem auch die des Badischen Landesmuseums von großer Bedeutung. Neben historischen Exponaten enthält sie auch Keramiken zeitgenössischer muslimischer Künstler.